# Rat (zijrivier van Sejm)
De Rat (Russisch: Рать) is een Russische rivier van 40 kilometer (32 km) lang die ontspringt in het dorp Ozjorki (district Sjtsjigrovski) op het Centraal-Russisch Plateau. De rivier mondt uit in de Sejm nabij het dorp Aljabjevo in de district Koerski.
Het stroomgebied van de rivier is 655 km² groot.
De belangrijkste zijrivieren van de rivier zijn Ozerjonka en Lazvert.